# 模型戦士ガンプラビルダーズ ビギニングG
『模型戦士ガンプラビルダーズ ビギニングG』（もけいせんしガンプラビルダーズ ビギニングジー、GUNPLA BUILDERS BEGINNING G）は、2010年にガンプラ30周年を記念して制作された日本のアニメ。全3部構成。
本稿では公式外伝『模型戦士ガンプラビルダーズJ』と『模型戦士ガンプラビルダーズD』に関しても記述する。

## 概要
ガンダムシリーズに登場するMS（モビルスーツ）やMA（モビルアーマー）などの兵器を立体化したプラモデル、通称「ガンプラ」を題材とした作品。自分で組み立てたガンプラを仮想世界で操縦して戦うゲームが流行しているという設定の2009年の日本を舞台に、謎のガンダムを購入したガンプラ初心者の主人公が、ガンプラの楽しさや工作技術を学んでいくという内容になっている。実在のガンプラやイベントが登場し、劇中で「ガンダムのアニメ」として2009年の短編アニメ「GUNDAM PERFECT MISSION」の映像が劇中アニメとして使用される一方、物語の中心には架空のゲームが据えられており、虚実を混ぜ合わせた物語世界が構築されている。
全3話のエピソードは、いずれも10分から15分弱程度の短編となっており、それぞれ第1部「パーツA」、第2部「パーツB」、第3部「パーツC」と呼称される。各エピソードは2010年8月から12月にかけて、BS放送の特別番組やインターネット番組として公開された（詳細は「#放送情報」を参照）。2010年12月22日には全3部作を収録したBlu-rayとDVDが発売された。
また、アニメ版の内容を元にストーリーを膨らませたコミカライズ版が『ケロケロエース』で連載されたほか、複数の模型誌上で外伝作品が連載された。本作が制作されてから3年後の2013年には、本作と同様にガンプラを戦わせる設定のテレビアニメ『ガンダムビルドファイターズ』が放送されており、設定やストーリー上の繋がりはないものの、脚本には本作と同様に黒田洋介が参加しており、本作に登場した「ベアッガイ」や「ビギニングガンダム」などのガンプラも登場している。

## 物語

### あらすじ
2009年の東京お台場。父親に連れられ、潮風公園に建てられた「実物大ガンダム立像」を見学しに来た少年イレイ・ハルは、そこでテレビでも漫画でも見たことのない謎のガンプラ「ビギニングガンダム」を手に入れる。この頃巷では、製作したガンプラを専用のシミュレーションマシンでCG空間上に再現し、製作者自らが操縦して戦うゲーム「ガンプラバトル」が流行していた。ハルは親友のサカザキ・ケンタに誘われ、自ら組み立てたビギニングでガンプラバトルに参加することになる。
初戦でハルはビギニングの希少さに目をつけた挑戦者、コウジ・マツモトやその取り巻きの女性たちと対戦し、ガンプラ初心者ゆえのハンデに苦しめられつつもこれに勝利する。しかしその直後に究極のガンプラ製作者「ガンプラマイスター」の称号を持つボリス・シャウアーに勝負を挑まれ、ビギニングはシャウアーのガンプラ「フォーエバーガンダム」に撃破されてしまう。しかしフォーエバーに施された技巧の高さを認め、シャウアーからの批判を真摯に受け止めたハルは、ケンタや女友達のノヤマ・リナに見守れられつつビギニングを丁寧に組み直し、その後ケンタとペアを組んで、模型店の店長の知り合いであるタツ・シマノとの勝負を制する。
その後ビギニングを改造・強化するための新たなパーツを手に入れ、身に着いた技術でこれを組み上げて「ビギニング30ガンダム」として完成させたハルは、ケンタやリナとチームを組み、全国の参加者が集うガンプラ選手権に参加する。それぞれ登場作品が異なる多種多様なガンプラが入り乱れて戦うバトルの舞台で、ハルは再びシャウアーのフォーエバーと遭遇し、死闘を繰り広げる。
始まりから1年後の2010年、新たに実物大ガンダム立像が移設された模型の世界首都 静岡ホビーフェア会場を訪れたハルは、ガンプラ初心者の子供たちに希望を与えるガンプラマイスターとなっていた。物語の締めくくりでは、謎のガンプラであるビギニングの出自にハルの父親が関係していたことが示唆され、ビギニングという名前に込められた真意が明かされたところで幕を閉じる。

### ガンプラバトル
本作で描かれるガンプラバトルは、自分で組み立てたガンプラを操縦し仮想空間上で対戦するゲームとして描かれている。作中に登場するホビーショップ「AXIS」の店舗に設置されている専用の筐体は、ガンダムシリーズに登場する全天周囲モニターの操縦席を模したもので、実在するアーケードゲーム機動戦士ガンダム 戦場の絆の筐体に「ガンプラスキャナー」を追加したデザインに近く、パイロットスーツを模した服とヘルメットを着用して乗り込むものとなっている。使用するガンプラは、ガンダムシリーズに登場するマスコットキャラクター・ハロを模した「ガンプラスキャナー」に格納され、堅牢さや関節の可動範囲、塗装などを判定し評価したうえで、プレイヤーがゲーム上で使用するうえでの性能へと反映される。具体的には、作中のモニターに表示されている「素材剛性」「関節可動性」「関節保持力」「工作精度」「表面処理精度」「塗装/印字精度」といったパラメータで表され、こうしたガンプラの技巧がゲーム上の有利不利を左右するものとなっている。
ガンプラバトル内のMSやMAの機体サイズはスキャンされたガンプラ製品のサイズによって決まり、縮尺（スケール）は無視されるため、必ずしも原作設定には準拠しない。第3話のガンプラ選手権では、大型のガンプラを収容できる大型のガンプラスキャナーが登場する。
ガンプラバトルはチーム対戦を行うことができ、第1話では3対3のチーム戦が描かれており、また第2話では1対1、2対1の対戦が、第3話では6組のチームが入り乱れて戦う対戦が描かれている。ゲーム内容はガンダムシリーズの戦闘を模した内容となっており、操縦席からの一人称視点で描かれた、三次元的な広がりを持つ市街地や宇宙空間などの仮想空間の中で、ガンプラが所持する銃火器やビームサーベルなどの武器を使用して戦う。操縦するガンプラが可変MSである場合、変形や分離といった動作も可能である。敵チーム側の機体に自分が搭乗するガンプラを撃破され、操縦席のある部位（腹部など）を破壊されるとゲームオーバーとなるが、大きなダメージを受けても致命傷ではなかった場合は、一定期間行動不能になった後に復帰できる。
自分で組み立てたガンプラを携えてガンプラバトルに参加する者は、「ガンプラビルダー」と呼ばれ、その道を極めた者は「ガンプラマイスター」という究極の称号で呼ばれるようになる。ガンプラバトルを勝ち抜くうえではガンプラに関する知識や技術の高さが欠かせないが、ガンプラビルダーの間では、ガンプラに対する思い入れの深さもまた勝敗を左右する重要な要素であると信じられている。

## 登場人物
イレイ・ハル
声 - 代永翼
本作の主人公。お台場のガンダム立像を見学しに行った際に、「ビギニングガンダム」を購入したことをきっかけに、ガンプラ製作に目覚めた少年。親友のケンタに誘われ、初めて組み立てたビギニングでガンプラバトルに参加する。初心者ビルダーであるため、製作技術は未熟だが、他者からの批判やアドバイスを真摯に受け止める素直さと前向きな性格、ビギニングへの愛着、仲間たちの支えやライバルたちとの戦いを経て徐々に成長していく。ガンプラ選手権ではビギニングの強化機「ビギニング30ガンダム」を使用する。
特典CDのサウンドドラマでは、謎の美少女から「ビギニングのハル」やその略である「ビハル」と呼ばれる。
漫画版では、一人称が「俺」となるなど熱血漢な性格になっており、創意工夫を凝らしていく。ビルダーになるまでの経緯はアニメ版と同じだが、ガンプラ自体はビギニング入手前から製作しており、ビギニング入手をかけたコウジ戦では「ゴッドガンダム」の改造機を使用する。
後述の公式外伝『ガンプラビルダーズJ』最終話で偶然にもタケルたちとビギニングJDファントムの交戦に遭遇し、ビギニングJDファントムのifsユニットを無効化するためビギニング30のifsユニットで中和を行う。
サカザキ・ケンタ
声 - 岡本信彦
ハルの親友で、やや小太りの少年。ハルがガンプラバトルに参加するきっかけを作り、先輩ビルダーとして彼にガンプラ製作やバトルの心構えを説く。彼の作品は細部にまで気を配った丁寧な仕上がりが特長で、その作品に込められた「カッコイイ」という気持ちとともに、バトルでのパラメータ向上に繋がっている。ガンダムシリーズの代表的なキャラクターの一人であるシャア・アズナブルのファンであり、自室には彼の歴代の搭乗機のガンプラが多数飾られている。しかし、シャアのパーソナルカラーが赤であることには「女の子の色だから」という理由で不満を抱いており、作品のすべてを好みの色である白で塗装している。第2話では「白式」、第3話では「サザビー（GPBカラー）」を使用。
漫画版では、一人称は「僕」でおとなしめの性格となっており、ハルのことを君付けで呼ぶ。ビルダーのスキルでは改造技術に秀でている。「アッシマー」と「ドダイII」といったシャア専用機以外のガンプラも使用する。
ノヤマ・リナ
声 - 伊瀬茉莉也
ハルの女友達で、彼に触発されてガンプラに興味を持つようになる。彼女自身は自分をハルの恋人だと思っているが、ハルの側の認識は定かではなく、やや空回りな関係となっている。負けん気の強い性格で、第1話ではコウジの挑発に乗ってハルをけしかけたり、第2話ではシャウアーがハルを叩きのめした戦いを「大人げない」と評して憤慨したりする。無類の熊好きであり、バトルではぬいぐるみの熊を模した目鼻や耳を持つ改造アッガイ「ベアッガイ」を使用し、着用するヘルメットにも毛皮の熊耳が付けられている。
漫画版では開始時点でガンプラを製作しており、塗装技術に優れている。ハルとは互いの名を呼び捨てあっている。お笑い好きでもある。
コウジ・マツモト
声 - 神谷浩史
アイドルグループ「SGOC（スゴック）」のリーダーであり、熱心なガンプラコレクターとしても知られるが、実際はマネージャーにガンプラを作らせているだけである。バトルではオリジナルカラー（GPBカラー）の「HGUC Hi-νガンダム」を使用する。第1話ではホビーショップAXISを訪れた際に偶然ハルに出会い、ビギニングの所有権を賭けてハルに対戦を申し込む。第3話のガンプラ選手権でもハルに再戦を挑むが、成長したハルに一蹴される。その際に使用したガンプラは自分で製作したものらしい。
特典CDのサウンドドラマでは、ガンプラカフェでマネージャーとともにひどい目にあう。
漫画版でもハルの最初のバトル相手として登場。アニメ版に輪をかけて気障な性格となっており、バトル中にも歌を口ずさむ。ハルとの最初のバトルでは「νガンダム ヘビー・ウエポン・システム装備型」の改造機を使用し、再戦ではアニメ版同様にHi-νガンダムを使用する。
ボリス・シャウアー
声 - 浪川大輔
「ガンプラ道を極めたガンプラマイスター」を名乗る謎の男。ネオ・ジオン総帥時代のシャアをイメージした赤いコスチュームにサングラスという出で立ちで、「マイスターズ」と呼ばれる部下でチームメイトのサムとダイアンも緑色の同じコスチュームを着用している。模型製作技術のすべてを極めており、ガンプラに対する愛も誰よりも深い。その技巧と情熱を注ぎ込んで作り上げられた愛機「フォーエバーガンダム」は、バトルにおいて無敵の強さを誇る。『機動戦士ガンダム』劇中のシャアと同じく、バトル中はパイロットスーツを着用しない主義であり、サングラスを外さずにプレイするためにコクピット内のモニターの輝度を通常より高く設定している。往来で白馬を乗り回すなど普段の行動も浮世離れしているが、ガンプラ唯一の製造拠点である静岡バンダイホビーセンターへの出入りや商品開発への参加が特別に許可されているなど、業界では相当な権威を持っている。ビギニングを「始まりの機体」と呼ぶなど、その正体を知る数少ない人物でもある。
コウジとのバトル直後にハルに対戦を申し込み、ビギニングの仕上がりの荒さを批判し完膚なきまでに叩きのめす。その後もハルのバトルを見守り、大きく成長していく彼をやがてライバルと認めていく。
特典CDのサウンドドラマでは、チームメイトとともに資金稼ぎのために「ガンダムカフェ」ならぬ「ガンプラカフェ」や、出張ガンプラ製作会社「ラビアンローズ」を経営する姿が描かれている。
後述の公式外伝『ガンプラビルダーズJ』『ガンプラビルダーズD』2作のクロスオーバーエピソードで語られる「オールジャパン・ガンプラバトル大会」にも出場し、各作品の主人公であるタケルとシンゴのタッグと激闘を繰り広げ勝利する。
漫画版におけるビギニング30完成後のバトルでは、ハルを「少年」ではなくフルネームで呼ぶ。
店長
声 - 高橋広樹
ホビーショップ「AXIS」の店長で、店舗に併設されたガンプラバトル施設の管理者。
イレイ・ヒノデ
声 - 成田剣
ガンプラに詳しいハルの父親。ハルがビギニングを購入するきっかけを作り、彼にニッパーを贈る。息子の前では最近のガンプラの技術の進歩に感心する素振りを見せているが、実はバンダイホビーセンターに勤務する社員。その縁で、たびたび施設を訪れるシャウアーとも面識がある。
イレイ・ウララ
声 - 木村亜希子
ハルの母親。一つのこと（ガンプラ）に熱中する我が子に感心するが、その情熱を勉強にも向けてもらいたいとも思っている。
タツ・シマノ
声 - 入野自由
店長の知人であるガンプラビルダー。通称は「たっつん」。パテやプラ板を使用したキット改造やスクラッチビルドを得意としており、バトルでは重武装・重装甲を施した改造ガンプラ「スーパーカスタムザクF2000」を使用する。普段は物腰柔らかな「隣のお兄さん」的な青年だが、バトルとなると凶暴かつ好戦的な性格へと豹変し、力押しの戦いを行う。第2話では店長の誘いに応じ、ハルとケンタを相手に1対2のバトルを行う。第3話のガンプラ選手権にも参加する。
特典CDのサウンドドラマでは、小学生の甥っ子たちに頼まれた「ガンダム」・「Ζガンダム」・「ガンダムアストレイレッドフレーム」・「ダブルオーライザー」・「ストライクルージュ+スカイグラスパー」の五つのPGの製作をラビアンローズに依頼する。
漫画版では、ハルが「たっつん」のあだ名を付けたという設定になっている。アニメ版では面識のないシャウアーを敬愛しており、ハルとのバトルではシャウアーにライバル視されたハルに嫉妬心を剥き出しにするも敗北。シャウアーがビギニングとともに成長するハルの可能性を認めていたことに気付く。
ダイアン・リー
声 - 遠藤綾
シャウアーのチームメイト。バトルでは「HGUC ケンプファー」を使用する。
特典CDのサウンドドラマでは、ガンプラカフェでララァ・スンのジオン軍制式制服を着用し、怪しい中国語を話す。
サム
声 - 武虎
シャウアーのチームメイト。バトルでは「ジム・ブルーディスティニー（GPBカスタム）」を使用。
特典CDのサウンドドラマでは、怪しい英語を話す。
謎の美少女
声 - 神田朱未
特典CDのサウンドドラマに登場。バンダイホビーセンターに見学に来たハルたちの前に現れ、「ビギニングを盗んだビルダー」と称してハルにバトルを挑む。敗北後、ハルを「ダーリン」と呼ぶようになるが、それに嫉妬したリナとのバトルに敗北した後は、好意対象を彼女に変えて「リナちゃん」と呼ぶようになる。その正体はホビーセンターの工場長で、ハルたちを試しただけであった。使用ガンプラは不明ではあるが、ハル戦では1/250サイズ、リナ戦では1/280サイズのものを使用。いずれも秒殺で終わる。
謎の男
声 - 稲田徹
特典CDのサウンドドラマに登場。シャウアーの葬儀（の真似事）で演説を行う。
デイタ・ヒロシ
漫画版オリジナルキャラクター。自分でガンプラの製作はせずにキットの収集の身を行うガンプラコレクターであり、バトル時は他人に作らせた完成品を使用し、データ至上主義の戦いを行う。ビギニングを手に入れるためにハルに挑戦し、ビギニングの初陣相手となる。バトルでは「ヅダ」の改造機を使用。ハルの予想外の戦法に翻弄され敗北する。ハルとのバトルを通じて、自分の手でガンプラを作ることを決意する。
キャプテン・ソノタ
漫画版オリジナルキャラクター。初心者ビルダー狩りを行うチーム・ハウンドのリーダー。自分が勝つためなら味方すらも犠牲にする卑劣漢。バトルでは「サイコガンダム」を使用する。プールで行われたガンプラバトル初心者大会に乱入し、初心者狩りを行う。ビギニング戦ではチーム全員で襲い掛かるが、八刀流のビギニングに圧倒され、自分が勝つためだけに仲間も巻き添えにしての攻撃を行うが、それに怒ったハルに敗北する。
フジタケ
漫画版オリジナルキャラクター。バンダイホビーセンターの社員にしてAXIS店長の友人。ハルが考案したビギニング強化パーツが自分たちの考案した強化パーツと似ていることを知り、マツオカをハルと対戦させて、ビギニングの力を引き出したハルを認め、ハルの考えに沿ったビギニングの強化パーツの開発を行う。ハルとマツオカのバトルの最中、ケンタや店長と共にマツオカのファイティングスーツ姿に見とれていた際には、3人纏めてリナに殴られた。
マツオカ
漫画版オリジナルキャラクター。バンダイホビーセンターの女性社員。ビギニング強化を賭けてハルとガンプラバトルを行う。使用ガンプラは「ノーベルガンダム」。ハルがビギニングの秘めたるエネルギーを使いこなして勝利したことで、ハルの考えに沿ったビギニングの強化パーツの開発を行う。ガンプラバトル選手権では大会スタッフとして活動し、地球連邦軍の士官服風のコスチュームを着用する。

## 登場するガンプラ
本作に登場する機体はあくまでもプラモデルであり、諸元中の全高や重量はガンプラバトル時の仮想データである。

### 主要人物のガンプラ
当節で解説するガンプラは、作中の設定と同じ現実にも市販されているキットをベースに、新規パーツの追加や成型色の変更を行った（ビギニングのみ完全新規）「HGGB (HG GUNPLA BUILDERS) シリーズ」として実際に商品化されている。なお、ケンタが使用する「白式」と「サザビー GPBカラー」のキットは、プレミアムバンダイでの通信販売限定商品となっている。
GPB-X80 ビギニングガンダム
ハルがお台場で購入したガンプラ。彼が購入したキット以外どこにも流通や販売はされておらず、その存在には謎が多い。その希少さから、機体を奪おうとバトルを挑んでくる者もいる。
各部に角を切り落とした三角形状のパーツが配置されており、バトルでは推進・姿勢制御用のIフィールド発生器として機能する。頭部のブレードアンテナは黄色のクリアパーツで成形されており、バトルではバルカン砲を兼ねたビームアンテナとなる。その他の武装はビームライフル、ビームサーベル、シールドとMSとしては標準的だが、サーベルの装備数は背中の左右とシールド裏に各3基、計9基にも上る。ハルはこのサーベル3基を片手で一度に引き抜いて使用する戦法を多用している。
漫画版ではビームサーベルを削って小型化したことで薬指と小指ででも握れるようにし、集団戦にも対応した八刀流の使用が可能になり、ビギニング無双 壱の型 八岐大蛇と称した。必殺技は大型の相手専用の斬撃ドラゴンクラッシュ。ファンネル対策としてビームの出力を調整したビームクナイと輪ゴムを柄に取り付けたビームウィップを使用。
関節の可動範囲や保持力に優れており、初心者のハルが組み立てただけでも充分高い戦闘力を発揮する。反面、塗装や表面処理などの技術的パラメータは低く、シャウアーとのバトルではこの欠点を指摘され完敗を喫する。敗北後はシールを使用した部分をガンダムマーカーで塗り直し、モールドにスミ入れを施し、はめ込みの甘かった部分をしっかりと作り直し、機体の追従性を上げることに成功する。
作中世界でものちに一般商品化され、漫画版ではハルより年下の少年が購入するシーンがある。公式外伝シリーズの主人公たちも、この機体をベースにした改造機を作り上げる。
機体デザインは重田敦司の原案を元に、阿久津潤一が行った。
GPB-X80 ビギニングガンダム ストロング・ビーム・ホーン装備
漫画版に登場。ビギニングの頭部アンテナを透明プラ板で作ったストロング・ビーム・ホーンに換装した姿。通常は盾の裏に収納している。バックパックに追加したバーニアで加速することで、ビームホーンは機体を包み込むビームシールドにもなる。ビギニング無双 弐の型による必殺技はビームシールド状態で突撃するライトニング・パワー・ビートル。
GPB-X80 ビギニングガンダム 水中戦仕様
漫画版に登場。ビギニングの両腕を「1/144 アビスガンダム」の両腕に換装した姿。水中での活動能力が向上。必殺技はケンタのドダイIIに搭載された小型スピーカーを装備して零距離で音波を浴びせるサウンド・ソニック・パンチ。
GPB-X80 ビギニングガンダム 重武装仕様
漫画版に登場。ビギニングに重武装を施した姿。機動力・火力・防御力のすべてが強化されているが、各パラメータのバランスに難がある。
GPB-X80-30F ビギニング30ガンダム（ビギニング サーティー ガンダム）
第3話に登場。ヒノデが製作した多色成形ランナーパーツを組み込んだ強化形態であり、ビギニング本来の姿と言うべき形態。成形されたランナーは匿名でAXISに送られ、ハルの手に渡った。最大の特徴は、全身各所に配置された赤と青のクリアパーツ・ifs（イフス）ユニット。「ifs」とは「i-field control sys-tem（Iフィールドコントロールシステム）」の略だが、宇宙世紀の世界観に登場するIフィールドとの関連性については不明確であることから、「仮定」という意味での「if」も込めたダブルネーミングとなっている。このifsユニットによってフィールドの制御機能が高まり、攻防全ての能力が大幅に上昇する。新規武装としてifsユニットが追加された強化型ビームライフル、Iフィールドの盾を形成するフィールドシールド（ビームシールド）を装備。ビームサーベルは腰部に6基が増備され、Iフィールドを媒介とすることでファンネルのような遠隔操作（オールレンジ攻撃）兵器としても使用可能。ランナーには推進時の噴射光を再現したクリアグリーンのエフェクトパーツも付属しており、バトルでは光の翼のように演出される。
ハル自身の製作技術の向上もあり、ガンプラ選手権ではかつて敗北した相手であるシャウアーのフォーエバーと互角の戦いを繰り広げる。
漫画版では、ビギニング無双の必殺技としてifsユニットを組み合わせた攻防一体の爆星光弾-メテオノヴァ-を使用する。
RX-93-ν2 Hi-νガンダム GPBカラー
第1話、3話に登場。ビルダーはコウジ・マツモト。「HGUC（ハイグレード・ユニバーサルセンチュリー） Hi-νガンダム」に映画版のνガンダムを髣髴とさせる白・黒・黄色のオリジナル塗装を施している。なおコウジ本人はカラーリングを考案しただけで、実際の製作はマネージャーに任せている。そのマネージャーも製作はあまり得意な方ではなく（本人いわく不器用）、左脚付け根のポリキャップのはめ込みが甘いという弱点を抱えている。
色以外はほぼ無改造だが、キットには可動するフィン・ファンネルが2基しかないため、コウジはアイドルとしての財力にものを言わせ、同じキットを3個買いして6基全てが可動するようにしている。バトルでは地上でフィン・ファンネルを展開している。ビーム・サーベルは劇中では水色のビームを発振する。
第1話ではフィン・ファンネルやニューハイパー・バズーカなどの武装を駆使し、アッシマーやビギニングと激闘を繰り広げるが、自分で組み立てなかったためにポリキャップの不具合に気が付かず、接近戦にもつれ込んだところで左脚が分解し敗北する。第3話のガンプラ選手権では、コウジが自ら組み直した機体でビギニングに再戦を挑むものの、サザビーのファンネルにフィン・ファンネルを足止めされ、ビギニングに再び敗北する。
漫画版では最初からコウジが自ら心血を注いで組んだガンプラとして登場し、ビギニング戦ではビームウィップでフィン・ファンネルを破壊された後、ライトニング・パワー・ビートルを受けて敗北する。
公式外伝の『ガンプラビルダーズD』の描写からコウジによるGPDカラー版も一般商品化された模様。
なお、アニメ作品にHi-νガンダムが登場するのはこれが初めてである。
GPB-X78-30 フォーエバーガンダム
ビルダーはボリス・シャウアー。「HG ガンダム Ver.G30th（バージョン ジーサーティース）」をベースに、オリジナルデザインの青い追加装甲（フルアーマーユニット）を施している。各装甲にはスラスターが内蔵されており、重量増加による機動性の低下を抑えている。オリジナル武装として、ビーム・キャノン型ファンネルを背部に4基装備。このファンネルは通常の砲塔としても使用されるほか、分離状態では4基の間に防御用のビームバリアを形成する。また、ファンネル射出後の各ジョイント部分には小型のビーム砲が内蔵されている。その他の武装は、ビーム・ライフルやシールドなど、元のキットに付属しているものをほぼそのまま使用する。なお、ビーム・サーベルは本来の装備位置が胴体装甲の固定に使用されているため、前腕の追加装甲に格納されている。高度な工作や丁寧な塗装、ウェザリングなど、ガンプラマイスターであるシャウアーの卓越した技巧がふんだんに盛り込まれており、バトルでは全てのパラメータが最大に近い数値となっている。第2話では素組み状態のビギニングを圧倒し、第3話で大幅な強化を遂げたビギニング30に対してもなお互角の戦いを見せる。
漫画版ではマントを纏った状態で登場し、ビギニング30の攻撃を受けるまではそのままの姿で戦う。
公式外伝の『ガンプラビルダーズD』ではサキが本機の色違いを用いていることから、本機は一般商品化されたようである。
公式外伝のオールジャパン・ガンプラバトル大会では、「HGFC マスターガンダム&風雲再起」のキットに付属するモビルホース風雲再起に騎乗し、重装甲機の難点である機動性を飛躍的に高めている。
機体デザインは大河原邦男が担当した。デザインコンセプトは「現代のフルアーマーガンダム」。
MSN-00100 百式 GPBカラー「白式」（びゃくしき）
第2話に登場。ビルダーはサカザキ・ケンタ。「HGUC 百式＋メガ・バズーカ・ランチャー」のキットに白のオリジナル塗装を施した機体で、「白式」の名もこれに由来する。肩には本来の「百」に代わり「白」のマーキングが施されている。武装は、劇中未使用のメガ・バズーカ・ランチャーを除いて元のキットと同じだが、銃口の穴開け工作や丁寧な合わせ目消しによってバトルでの性能が向上している。ハルの僚機としてスーパーカスタムザクF2000と対戦し、脚部を破壊されつつも、相手の弱点を突いた支援砲撃で勝利に貢献する。
漫画版のタツ戦にも登場するが、アニメ版と異なりハルとタツの一騎討ちでバトルが行われるため、実際のバトルには使用されない。
GPB-06F スーパーカスタムザクF2000
第2話、3話に登場。ビルダーはタツ・シマノ。「HGUC ザクII F2型」をベースに、パテやプラ板、流用パーツを用いて大幅な重武装・重装甲化を施した改造機体。全身に多数のミサイルポッドなどの武装、追加装甲が増設されているほか、背部にはマシンガンを所持した2本の副腕が追加されており、長柄の超大型ヒート・ホーク「デッドエンドG（ジャイアント）ヒート・ホーク」を主武装とする。火力と防御力に優れる一方で機動性は大きく低下しており、パテによる改造部分の接着が甘く破損しやすいという弱点を持つ。「F2000」とは「ザクF2の1000倍強い」というタツの設定によるもので、他にも「世界のありとあらゆる武術、戦術、戦闘パターンがインプットされている」「開発チームには魔術師や祈祷師まで参加していた」「強過ぎてアクシズの最下層に封印されている」といった設定を附記している。これらの「脳内設定」はそのまま「思い入れの強さ」の証であり、高いパラメータを誇る。
第2話では弱点を露呈して白式とビギニングに敗れるが、第3話のガンプラ選手権ではプラ板を用いた改造によって弱点を克服して参戦し、オーキスから分離したガンダム試作3号機ステイメンを撃破する。
漫画版では重武装仕様ビギニングと対戦し、相手の追加パーツのバランスの悪さを突いて攻め立てるが、追加パーツを排除し欠点を克服したビギニングの動きに付いていけず、ビームサーベルによる攻撃を受けて敗北する。
機体デザインは海老川兼武が担当した。機体に附記された設定の多くも彼が考えたものである。
GPB-04B ベアッガイ
ハルやケンタに触発されてリナが購入した「HGUC アッガイ」を改造した機体。第2話で「プロトベアッガイ」として完成した際には熊のぬいぐるみのようなフードやリボンで装飾されており、左手には木彫りの熊からの流用パーツである鮭が持たされていた。第3話では店長やケンタを無理矢理に協力させて大幅な改造を受け、ぬいぐるみの熊を模した耳や目鼻のパーツが造形された頭部を持つ「ニューベアッガイ」へと改造される。本来のモノアイはそのままで、両目の部分にはメガ粒子砲、背部には通学用ランドセルの形状そのままのミサイルランチャー、縦笛状のビーム砲などで武装され、外見から想像できない高火力機へと変貌している。作品としての完成度も高く、ハル、ケンタの僚機として参加したガンプラ選手権では、ダイアンが駆るケンプファーと互角以上に渡り合う。
漫画版ではベース機の得意とする水中戦で初陣を飾る。その後はピンク色に塗り替えられる。
漫画版最終回では一般商品化され、リナより年下の少女が購入するシーンがある。公式外伝シリーズのヒロインたちも、この機体をベースにした改造機を作り上げる。
機体デザインは阿久津潤一が担当した。元来この機体の元となったのは、ある原型師が個人で製作したもので、その当時は頭部のみの造形であったが、これを見た担当がそのデザインとアイディアに驚愕感心し、製作者と製作陣の交渉の結果原型・アニメ双方のOKが出て、阿久津による多少のリファインを経、本作登場となったものである。
MSN-04 サザビー GPBカラー
第3話に登場。ケンタが自分の思い描く究極の機体として作り上げたガンプラ。「HGUC サザビー」のキットをベースに、明度の異なる2種の白で塗装している。元の成形色が派手な赤であるため、隠ぺい力の低い白をきれいに発色させるのに大変な苦労を要した。バトルでは設定通りのファンネルの展開が可能。ガンプラ選手権では、戦いに不慣れなリナのベアッガイを援護したり、遅れて参戦したビギニング30と連携したりしつつ、1/550ビグ・ザム、ヅダ、コウジのHi-νガンダムGPBカラー、サムのジム・ブルーディスティニーと連戦を繰り広げる。
漫画版でもガンプラ選手権で使用される。
漫画版最終回では一般商品化され、ケンタより年下の少年が購入するシーンがある。

### その他のビルダーのガンプラ
主要人物たちの僚機として登場し、ビルダーの描写がある機体を記載する。プレミアムバンダイでの通信販売限定商品として商品化が行われているものもある。
MS-05L ザクI・スナイパータイプ GPBカラー
第1話でコウジの僚機として登場。ビルダーはIWAMOTOという名前の、コウジの取り巻きの女性の一人。淡い青系の塗装が施されている。戦闘開始直後にビギニングを遠距離から狙撃するが、接近され脚部を破壊される。
AMX-107 バウ GPBカラー
第1話でコウジの僚機として登場。ビルダーはOO-IGAWAという名前で、コウジの取り巻きの眼鏡をかけた女性。ピンク色の塗装が施されている。分離したバウ・アタッカーとバウ・ナッターの連携攻撃でドムを撃破するが、ビギニングの3連ビームサーベルによる攻撃を防ぎ切れず、撃破される。
MS-09 ドム
第1話でハルの僚機として登場。ビルダーはONOという名前の男性。バウをジャイアント・バズで攻撃するが撃破される。
NRX-044 アッシマー
第1話でハルの僚機として登場。ビルダーはURUSHIBATAという名前の、眼鏡をかけた男性。一時行動不能になったビギニングに代わってHi-νガンダムと交戦するが、フィン・ファンネルによる猛攻を浴びて撃破される。
RX-79BD-1 ジム・ブルーディスティニー（GPBカスタム）
第3話でシャウアーの僚機として登場。ビルダーはサム。「HGUC ブルーディスティニー1号機（ジム・ブルーディスティニー）」に、2号機のキットに付属する宇宙用バックパックとビームライフル、シールドを移植している。カラーリングは改造前と同様。ケンタのサザビーから射出されたファンネルを撃墜する。
MS-18E ケンプファー
第3話でシャウアーの僚機として登場。ビルダーはダイアン・リー。リナのベアッガイに接近戦を挑むも、不用意に近づいたためベアッガイの「目が粒子砲」を避け損なう。

### ガンプラ選手権出場のガンプラ
第3話の舞台であるガンプラ選手権には、数多くのMSやMA以外のガンプラが登場し、宇宙世紀シリーズ以外の世界観に登場する機体（ガンダムアストレイ レッドフレーム）も登場する。

#### 一般公募によるカラーリングのガンプラ
アニメの放送に先駆け、ガンダム関連の雑誌や模型誌でカラーリングの公募が行われ、採用されたものが第3話に登場する。
RX-77 ガンキャノン GPBカラー
『ガンダムエース』での公募作で、白・青・橙のトリコロールで塗装されている。第3話冒頭ではドダイYSに搭乗してハイゴッグとの戦闘を繰り広げ、接近戦に持ち込まれつつもこれを撃破する。
MS-06 量産型ザク GPBカラー
『ケロケロエース』での公募作で、黄色・黒・橙で塗装されているほか、左腿部に「虎」の文字がマーキングされている。量産型ガンキャノンやガンキャノン（通常カラー）で構成されたチームとの交戦を繰り広げる。
MSM-07 ズゴック GPBカラー
『モデルグラフィックス』での公募作で、赤・ピンク・橙・青・水色・紺といったカラフルな色で塗り分けられている。頭部の6連装24cmロケット弾は180度のターンが可能な誘導ミサイルになっており、両腕を破壊されつつもギャン、ゲルググGPBカラーを撃破する。
MS-14 ゲルググ GPBカラー
『電撃ホビーマガジン』での公募作で、全身に銀色の鏡面塗装が施されており、バトルでは周囲の背景と同化する光学迷彩のような効果を発揮する。片腕を損傷したズゴックGPBカラーと交戦しもう一方の腕を破壊するものの、背後に回り込まれた誘導ミサイルを防ぎきれずに撃破される。
PMX-003 ジ・O GPBカラー「ブラック ジ・O」
『月刊ホビージャパン』での公募作で、ダークブラウンを地色に金の細部塗装が施されている。ガンダムアストレイ レッドフレームと交戦し、両腕でガーベラ・ストレートによる斬撃を受け止めつつ隠し腕を用いてレッドフレームを撃破する。
公式外伝『ガンプラビルダーズJ』では、ホビージャパン所属のプロモデラーであるサラーム・サライの作品「ブラック ジ・O」として登場。クリアーコートによる光沢仕上げが施され、バトルでは装甲に耐ビーム特性が付加されている設定になっている。

#### その他の出場ガンプラ
以下にはガンプラ選手権に登場する、ビルダー不詳のガンプラを記載する。基本的には設定通りのカラーリングが施されているが、設定にはない装備の追加や改造を施されているガンプラも確認できる。劇中での扱いはさまざまで、ギミックを駆使した立ち回りが描かれるガンプラもある一方で、登場してすぐに撃墜されるだけのガンプラもある。
- MSM-03C ハイゴッグ
- YMS-15 ギャン
- RX-77D ガンキャノン量産型
- RX-77-2 ガンキャノン
- MBF-P02 ガンダムアストレイ レッドフレーム
- AMX-011 ザクIII
- RMS-119 アイザック
- RX-78GP03 ガンダムGP03 デンドロビウム
  - RX-78GP03S ガンダムGP03S ステイメン
- ザク・レロ（GPBカスタム） - ZAKU-RELLO。MA-04X ザクレロをベースに、口に拡散メガ粒子砲に代わりザクIIを収納している。また機体上部にメガ粒子砲とIフィールドを増設、メカニックデザインは重田敦司。
  - MS-06F 量産型ザク - 上記のザク・レロのコアユニットとして登場。
- MA-08 ビグ・ザム - 1/550スケールなので、ほかの機体よりも小柄。
- EMS-10 ヅダ
- AMS-119 ギラ・ドーガ
- MSN-03 ヤクト・ドーガ（ギュネイ・ガス専用機）
- MSN-03 ヤクト・ドーガ（クェス・エア専用機）
- RMS-108 マラサイ
- RMS-099 リック・ディアス
- RX-110 ガブスレイ - ノーマルタイプと茶色のガンダムシールドを装備したタイプが登場。
- MSN-00100 百式 - 金色のガンダムシールドを装備している。
- RX-78GP01Fb ガンダムGP01Fb フルバーニアン
- RX-78GP02 ガンダムGP02A サイサリス - ラジエーターシールドを両腕に装備している。
- MSM-07 ズゴック
- MSM-07S シャア専用ズゴック
- MAN-08 ララァ・スン専用モビルアーマー（GPBカラー） - 赤紫色のカラーリング。

### 漫画版のガンプラ
漫画版で登場したガンプラとその改造機。
GF13-017NJ II ゴッドガンダム
ガンプラバトル富士山大会の決勝戦でハルが使用する「HGFC ゴッドガンダム」の改造機。赤いカラーリングに変更されている。バックパックに「MG ゴッグ」 の右手を装備しており、右手に装着することで必殺技「爆熱ゴッグフィンガー」が使用可能となる。製作はハル、改造はケンタ、塗装はリナと3人の力を合わせて製作された。コウジのνガンダム ヘビー・ウエポン・システム装備型を相手に勝利を収める。
FA-93HWS νガンダム ヘビー・ウエポン・システム装備型
ガンプラバトル富士山大会の決勝戦でコウジが使用する「HGUC νガンダム ヘビー・ウエポン・システム装備型」の改造機。頭部を「HGUC ΖΖガンダム」に換装しており、ハイメガキャノンを使用することができる。ハルのゴッドガンダムと対戦し、フィン・ファンネルをゴッドスラッシュタイフーンで破壊され、爆熱ゴッグフィンガーを受けて敗北する。
EMS-10 ヅダ
ハルのビギニングとのバトルでヒロシが使用する「HGUC ヅダ」の改造機。ザクスナイパーとゲルググキャノンの銃火器で攻撃力を向上し、ゲルググの両足で機動力を向上させている。ヒロシ得意のデータから得た戦法で優位に立つが、ビギニングが岩を削って作ったダミーのビギニングに誘き寄せられ、ダミーを作るために隠していたビームサーベルを使用したことを知り、動揺したところにビームサーベルを受けて敗北する。
MRX-009 サイコガンダム
チーム・ハウンドのリーダー・ソノタが使用する「HGUC サイコガンダム」の改造機。カラーリングがトリコロールに変更され、超巨大ビームサーベルを装備する。初心者狩りを行っていき、ビギニングとの対戦ではチームの仲間たちを犠牲にしてでも倒そうとするが、超巨大ビームサーベルをビギニングの八刀流に受け止められた後、ドラゴンクラッシュを受けて敗北する。
ドダイII  水中戦仕様
ケンタが使用する「1/144 ドダイII」の改造機。水中戦でのMSの支援を行う。搭載した小型スピーカーで音波攻撃を行う。ビギニング 水中戦仕様やベアッガイとともにジオングと交戦する。
MSN-02 ジオング
CPUが使用する「MG ジオング」の改造機。アッガイの手と小型スピーカーで蛸状の足と音波攻撃を備えた水中戦仕様。MGゆえに外装も硬い。ガンプラバトル・ミッションステージのキャラクターガンプラで挑戦者を次々と返り討ちにしていく。ドダイIIに音波を無力化されたことで出現。ビギニングとベアッガイの攻撃で蛸状のユニットを破壊され、ヒビの隙間からサウンド・ソニック・パンチを受けて破壊される。
GF13-050NSW ノーベルガンダム
マツオカが使用する「HGFC ノーベルガンダム」のノーマル仕様。モビルファイターのモビルトレースシステムを再現した試作型Fポッドで動かされたことで、俊敏かつ滑らかな動きをする。マツオカは本機の原典の搭乗者アレンビー・ビアズリーと同デザインのファイティングスーツを着用する。ハルのビギニングとノーウェポンバトルによる肉弾戦を展開し、発売前の未知のガンプラということもあり、優位に立ち、ビギニングがオーバーロード状態から放ったローリングソバットを避けて、とどめを刺そうとするが、カウンターからの2発目のローリングソバットを受けて敗北する。

### 背景に登場する機体や艦船
この他にも劇中の模型店やイベント会場で販売されている多種多様な商品や、第1話におけるガンプラバトルの舞台となった仮想世界上の静岡バンダイホビーセンターで展示されているリアルタイプ武者頑駄無鎧など、劇中にはさまざまなガンプラが登場している。またガンプラバトルの開始時にはビギニングが発艦する艦船として、第1話にホワイトベース、第2話にアーガマが登場しており、第3話ではラー・カイラム、レウルーラ、リーンホースJr.、ザムス・ガルなど多様な宇宙艦船による艦隊戦が描かれている。登場した艦船がゲームの一部として用意された背景や障害物なのか、あるいはビルダーによって組み立てられ操船されている大型ガンプラなのかは明らかにされていない。
ガンプラ以外にも、第1話に登場する劇中アニメは「GUNDAM PERFECT MISSION」の映像を使用しており、初代ガンダムとそのコアファイター、∀ガンダムなどが登場している。

## スタッフ
- 原作 - 矢立肇、富野由悠季
- 監督 - 松尾衡
- 脚本 - 黒田洋介
- キャラクターデザイン - 寺田嘉一郎
- メカニックデザイン - 大河原邦男、重田敦司、海老川兼武、阿久津潤一
- デザインワークス - 中島利洋
- 作画監督 - 寺田嘉一郎、重田敦司、石井久美
- 美術監督 - 河野次郎
- 色彩設計 - すずきたかこ
- 撮影監督 - 大石英勝
- 編集 - 野尻由紀子
- 音響監督 - 藤野貞義
- 音楽協力 - サンライズ音楽出版、ランティス
- 取材協力 - バンダイナムコゲームス、バンダイホビーセンター
- 製作協力 - バンダイホビー事業部、バンダイビジュアル
- プロデューサー - 松村圭一（サンライズ）、桑園裕子（バンダイビジュアル）
- アニメーション制作 - サンライズ
- 企画・製作 - サンライズ

## 主題歌
「my Proud, my Play!」
歌 - KAmiYU（神谷浩史、入野自由）
作詞 - 畑亜貴、作曲 - 黒須克彦、編曲 - 増田武史
本作Blu-rayセルソフト COLLECTOR'S EDITION（いわゆる初回限定豪華版）の特典CDとして封入される。一般販売の予定はない。

## 各話リスト
| 話数  | サブタイトル                     | 放送日         |
| ----- | -------------------------------- | -------------- |
| 第1部 | パーツA 「ビギニングガンダム」   | 2010年 8月15日 |
| 第2部 | パーツB 「フォーエバーガンダム」 | 10月31日       |
| 第3部 | パーツC 「ビギニング30」         | 12月19日       |

## 放送情報
第1部「パーツA」から第3部「パーツC」までの各話は、BS11での特別番組『ガンプラ作ろう!!』内で放送され、またインターネット番組がバンダイチャンネル提携の動画配信サービスや、Yahoo! JAPANの動画配信サイトであるGYAO!で配信された。
このうち第1部（パーツA）は2010年8月15日に『ガンプラ作ろう!! Part1』内で放送された。また、8月20日から9月上旬にかけてインターネットで配信された。10月24日にはBS11で再放送され、2010年12月10日から12月17日にかけてインターネットでの再配信が行われた。
第2部（パーツB）は2010年10月15日から10月29日までインターネットで配信され、10月31日には『ガンプラ作ろう!! Part2』内で放送された。12月12日にはBS11で再放送され、12月17日から12月24日にかけて再配信が行われた。
第3部（パーツC）はBD/DVD版の発売日の直前に当たる2010年12月19日に、『ガンプラ作ろう!! Part3』内で放送され、2011年1月30日に再放送された。
全3部作は2011年1月21日からバンダイチャンネルで有料配信されている。

## イベント
2010年8月10日から19日に東京ドームシティプリズムホールで開催された「ガンプラ30周年記念 ガンダム SUPER EXPO」では、第1部（パーツA）が放送や配信に先駆けて先行上映された。
2010年12月18日から2011年1月10日にかけては、作中に登場するイベントでもある静岡ホビーフェアにて美術設定や原画の特別展示や物販が行われており、2011年1月8日から10日にかけては同会場にて全3部の上映会が行われた。

## 漫画
『ケロケロエース』2010年8月号から2011年4月号まで岩本佳浩作画によるコミカライズ作品『模型戦士ガンプラビルダーズA（エース）』が掲載された。単行本は『アスキー・メディアワークス』の電撃コミックス全1巻で発売された。

## ドラマCD
本編のBlu-rayの初回限定版『COLLECTOR'S EDITION』の特典CDには、黒田洋介脚本によるオリジナルエピソードを描いたドラマCDが収録された。

## 公式外伝
本作の公式外伝として、『月刊ホビージャパン』2011年7月号から2012年7月号まで『模型戦士ガンプラビルダーズJ』、『電撃ホビーマガジン』2011年7月号から2012年7月号まで『模型戦士ガンプラビルダーズD』が連載された。構成は千葉智宏（スタジオオルフェ）、ビギニングJガンダムとビギニングDガンダムのデザインは重田敦司。『J』のキャラクターデザインと挿絵は安彦英二、『D』のキャラクターデザインは鈴木竜也、コミックと挿絵は今ノ夜きよし。

### 模型戦士ガンプラビルダーズJ

#### 『ガンプラビルダーズJ』の登場人物
ネッキ・タケル
主人公。ガンプラ好きの熱血中学生。師であり尊敬する祖父（じっちゃん）が残した「ガンプラ十箇条」の教えに従い、幼少から製作技術を磨き続けてきた。周囲から「変人」「ガンプラバカ」と呼ばれるほどにガンプラへの情熱は深く、いついかなる時でも製作が行えるよう、さまざまな工具が仕込まれた改造学生服を着用している。モデラーとしては職人級の腕前を持ち、特に変形や合体ギミックを仕込んだ「遊ぶガンプラ」を作るのが得意。反面、バトルで機体を操縦することは苦手で、製作者側の視点から相手機の技術的な弱点を見抜いて勝利するパターンが多い。
アリスガワ・ヒカリ
通称「アリス」。タケルの幼なじみでクラスメートの少女。容姿・頭脳ともに優秀で、学校内での人気も高い。タケルに対しては手の掛かる幼馴染という認識だったが、一心にガンプラ製作に打ち込む彼の姿に惹かれていく。のちに自らもビルダーとしてガンプラバトルに参戦する決意を固め、やがて学校全体にガンプラブームが波及する要因となる。本人に自覚はないが、ニャッガイに搭乗する際はぬこ神さまが降臨して語尾に「にゃ」を付けるようになる。タケルがガンプラバカゆえにほかの女生徒から相手にされていないことに安心していたが、フィリアがタケルに恋愛感情を抱くようになったことで強い危機感を抱く。
フィリア・コンティーニ
タケルたちの学校に転校してきたイタリア人。メガネに軍服風の制服という格好だが、優れた容姿・頭脳・体力、そしてガンプラの製作技術を持つ。世界一のガンプラマイスターとなるべくガンプラ発祥の地である日本にやって来たとされるが、実はチーズが苦手でピザが食べられないため母国から逃げ出してきたという噂もある。使用するガンプラは『機動戦士Ζガンダム』の敵側組織「ティターンズ」のイメージカラー（ティターンズカラー）である濃紺に塗装されているのが特徴で、機体名の末尾に必ず「コルレオーネ (CORLEONE)」の名が付けられている。これは、好きな映画である『ゴッドファーザー』の主人公であるマフィアのドン、ヴィトー・コルレオーネにちなんだものとされている。少年のような容姿をしているが、実は少女である（校内でタケル以外の生徒は皆、知っていた）。タケルをライバル視しているが、ブルジョアモデルの一件でタケルに助けられたことが元で、タケルに恋愛感情を抱くようになる。
ススキ・マサキ
タケルたちとは別の中学校に通っている少年。地元消防団の少年団長を務めている。
タナカ・マサキ
タケルたちの中学に教育実習にやって来た大学生。『機動戦士ガンダムSEED』シリーズのファンで、作るガンプラもSEED系の機体が多い。ビルダーとしての実力は高く、タケルとフィリアを同時に相手しながら互角以上の戦いを行う。オラ設定によるオリジナル改造だけでなく、アニメの設定を忠実に再現するのもガンプラの楽しみ方の一つであるとタケルたちに説く。
キムラ・ナオキ
ガンプラマイスターの称号を持つプロモデラー。紀州弁を話す陽気な印象の男。ビギニングJの一般市販化の是非を問うべくバンダイホビーセンターに訪れたタケル、アリス、フィリアと出会い、自分に勝てば詳細を知るバンダイの社員を紹介するという条件で、タケルたち3人全員を相手した変則ルールのガンプラバトルを申し出る。
ムラセ・ナオシ
月刊ホビージャパン編集長。タケルが所有するビギニングJに興味を示し、自ら取材に赴く。
ウエハラ・ミユキ
ムラセとともに模型のヒノモトに訪れたプロモデラー。ジムを始めとする熱烈な量産機愛好家で、バトルでもジム頭に改造したオリジナルガンプラを使用する。
エンヴィー・ヴァーミリオン
悪名高い月刊模型誌「ブルジョアモデル」所属のプロモデラー。勝つためには手段を選ばない卑劣漢。ブルジョアモデルが悪名高い理由は、作例のいいかげんさや、バトルの必勝法に対戦相手を対戦前に不調状態にするといった方法を記載しているためである。
ハヤシ・テッペイ
ブルジョアモデル所属のプロモデラー。エンヴィーの命令でフィリアとバトルをするが、最終的にはブルジョアモデルを抜けるためにフィリアにあえて討たれる。
ジュン・ゾー
ホビージャパンが誇るエース級プロモデラーの一人。その高い工作技術から主にガンダムタイプMSの作例を担当しているが、本人はその単調な仕事の依頼に不満を抱いており、ザクなどの敵や脇役の作品も作りたいと考えている。
カワムラ・シュウヤ
ゾーの相方としてタケルたちと対戦するプロモデラー。ゾーと違ってガンダムタイプMSを好んで製作している。
サラーム・サライ
ホビージャパン所属のプロモデラーの一人。製作技術だけでなく中国語にも堪能で、中国や台湾人モデラーの通訳も担当している。
simon（シモン）
台湾で発行されているホビージャパン国際正体中文版編集部の主催した模型コンテスト「MY GUMPLA CONTEST IN EXPO 2011」の優勝者。独特のディティールとカラーリングを施した精緻な工作を得意とする。
セイラ・マスオ
ホビージャパン所属モデラーたちのリーダー的存在。「マスオディティール」と呼ばれる、プラ材や筋彫り工作を用いた独自の作風が特徴。かつては、アマチュアモデラーとしてホビージャパン内のコーナーで作品の写真を投稿していた。マツダの敗北を受けて自らタケルたちにバトルを挑み、その実力を確認するとプロモデラー界の存続を危ぶませる「ビギニングファントム」の破壊の協力を依頼する。
マツダ・リュウ
ホビージャパン最強のガンプラビルダーと称されるプロモデラーで、「ホビージャパンの闘神」の異名を持つ。セイラ・マスオの指名を受け、タケルへの刺客として送り込まれる。無類の猫好きであり、タケルたちに送った挑戦状には、アリスのニャッガイを傷つけたくないという理由で彼女の参戦を拒否する旨の文章を記す。

#### 『ガンプラビルダーズJ』に登場するガンプラ
GPB-X80J ビギニングJガンダム
ネッキ・タケルが、祖父の家から見つけた設計図を元にビギニングを改造した機体。機体名および型式番号の「J」は「ジャパン」を意味し、タケルを日本代表ビルダーと誤解しているフィリアによって命名された。日の丸をイメージした赤基調のカラーリングと、各部にある丸型のifsユニットが特徴。
接近戦に特化した機体で、背中には連結して一本の長刀としても使用可能な大剣「バーニングJソード」二振りを装備する。バーニングJソードには機体本体と同じくifsユニットが内蔵されており、搭乗者であるタケルの気合が最高潮に達すると、刀身に炎のような形のIフィールドを発生させる。
実はこの機体の設計図は、バンダイホビー事業部が商品化の検討用に作成したものであり、のちにHGキットとして一般発売される。これに伴い、タケルがスクラッチ製作したビギニングJは「前期型」、商品版ビギニングJは「後期型」と呼ばれ区別される。
GPB-X80JFA ビギニングJガンダム バーニングクロス&モビルホース爆熱烈火（ばくねつれっか）
「HGFC マスターガンダム&風雲再起」のウイングシールドを、「クロスボーン・ガンダムX1フルクロス」風に改造したマント状の追加装甲「バーニングクロス」を装着した姿。バーニングクロスは元のキットから装甲板が細かく分割され、格闘時の両腕の動きを妨げないように柔軟に可動する。パテの多用で機体が重い前期型ビギニングJでは強度的に不安があったが、軽量なプラ主体の後期型ビギニングJで初めて装備が可能となった。
爆熱烈火は、風雲再起をベースに後期型ビギニングJのパーツと赤の配色を組み合わせた馬型サポートメカで、以前に戦ったシャウアーのフォーエバー&風雲再起に着想を得て製作された。MSを騎乗させての高速移動能力はもちろん、騎乗MSがモビルホースから降ろされた場合の機動性の低下を防ぐべく、「ケンタウロスモード」と呼ばれる人馬一体形態への合体機能を備えている。ケンタウロスモード時の爆熱烈火の頭部は、角から長大なビームランスを発生させる手持ちの武器となる。
GPB-X80J/7S ビギニングJガンダム セブンソード
「HG ダブルオーガンダム セブンソード/G」に付属するセブンソードのうち、ビームサーベル二振りを除外し、純正装備のバーニングJソード二振りを合わせて七振りの剣を装備した姿。移植されたセブンソードにはifsユニットが移植されており、機体側のifsユニットと共振させることでエネルギー変換効率と機体の追従性を高めている。各ソードの名称も、「バーニングバスターソード」「バーニングカタール」といった名称に改められている。本来はバーニングバスターソードのみをバーニングクロスに組み合わせて装備する予定だったが、対セイラ・マスオ戦に際し、急遽すべてのソードを改造するに至った。ビギニングJ本来のスタイルである近接戦闘能力を極限まで高めた仕様となっている。
ORB-01 アカツキガンダム・コルレオーネ
フィリア・コンティーニが、「HG アカツキガンダム」に濃紺のオリジナルカラーを施し完成させた機体。宇宙用のシラヌイ装備・大気圏内用のオオワシ装備の両方のキットを使用し、設定どおりの装備換装が行えるようになっている。
鉄機武者 鋼丸・剛（てっきむしゃ はがねまる・ごう）
ススキ・マサキが、「BB戦士 鉄機武者 鋼丸」と「HGUC リゼル」を組み合わせて改造した機体。機体名の「剛」は、オリジナルの鋼丸とは姿が大きく変わったために、格好よく命名したものである。鋼丸に該当するSD形態、金剛鋼丸形態に該当するリアル形態をオリジナルと同様に変形できる能力を持つ。外伝とはいえ、ガンプラバトルにBB戦士が使用された初の機体。
GAT-X303 イージスガンダム
タナカ・マサキが使用する、「HG イージスガンダム」の改造機。基本的な形状やカラーリングはアニメに準拠しつつ、プロポーション調整と可動範囲の拡大に重点が置かれている。内部に「RG エールストライクガンダム」の「アドヴァンスドMSジョイント」（内部フレーム）を組み込むことで、破格の可動範囲と関節強度を得ている。これらの改造の代償として、オリジナルにあった変形機構は廃止されている。
GPB-108 ブルーマラサイ
キムラ・ナオキが、タケルたち3人とのガンプラバトルに使用する機体。「HGUC マラサイ」に、旧キットのバイアランから流用した大型グライバインダーと、複数の流用パーツで作ったオリジナルのロング・ライフルを組み合わせている。本来の名称は「マラサイ・カスタム」だが、その青いカラーリングと驚異的なスピードから「“青の稲妻”ブルーマラサイ」と呼ばれている。バインダー内蔵の高出力スラスターによって短時間の滞空と滑空が可能だが、キムラの高度な操縦技術によって完全な飛行と見紛うほどの動きを見せる。
GPB-04NYA ニャッガイ
ガンプラ初心者のアリスガワ・ヒカリが、タケルやフィリアの協力を受けて製作した初めてのガンプラ。一般市販化されたベアッガイをベースに、彼女の好きな猫をモチーフとした外観に改造されている。武装は右手に内蔵された引っかき爪と、左手に内蔵された肉球ミサイル。なお、背中のランドセルは猫要素がないため、ノーマルのアッガイのものに差し戻されている。
GPB-GM79-31 フォーエバージム
ウエハラ・ミユキが、フォーエバーガンダムのキットをベースに「HGUC ジム」や「HG 陸戦型ジム」などのパーツを組み合わせて製作した機体。渋いミリタリーグリーンが特徴の重武装機で、背部上段のファンネル用ウェポンマウント2基を削除した代わりに、右側に陸戦型ジムのミサイルランチャー、左側にはロケットランチャーと100mmマシンガンのどちらかを選択して装備できるように改造している。頭部には、ジム・スナイパーカスタムに似た回転展開式のゴーグルが追加されている。一部の装甲を排除することで機動性を高めることができるが、格闘戦は基本的に苦手とする。
GPB-80000BJMA スーパードグザム
ハヤシ・テッペイが使用するオリジナルMA。その名のとおり、かつて『コミックボンボン』で掲載された「MSV90」の1機「ドグザム」の改造作品である。多数のビーム砲で武装した大型機だが、軽量なバキュームフォーム成形を主体とした作りになっているため、外見に似合わない軽快な機動性を発揮する。コクピット内蔵の上半身はビグロに似た「ドグロ」に、下半身はビグ・ザムに似た「ドグザム」に分離可能で、さらに胴体を180度ひっくり返して背面のメインスラスター兼ハイパーメガ粒子砲を前方に展開したウォドムに似た砲撃形態「ウォドグ」に変形する。
GPB-044BJMS アサルトアッシマー
エンヴィー・ヴァーミリオンが使用する、「HGUC アッシマー」の改造機。カラーリングは黒とグレーに金のフレーム塗装。携帯火器として「HGUC ゼク・アイン」のマシンガン、両脚には「HGUC Ex-Sガンダム」のブースターを組み込んでいる。これらを装備したままでの変形も可能。各部に内蔵された機雷や電磁ワイヤーを用いたトラップ戦術を得意とする。
GPB-06-F20011 ザク・アーティラリー
ジュン・ゾーが製作したスーパーカスタムザクF2000の改造機。「ザク+ザメル」というコンセプトで製作され、たまにはガンダム以外も作りたいというゾーの熱い思いが噴出した異形の機体となっている。
胸部装甲はパテとプラ板によりザメルの顔を再現。バックパックはバーニアスラスターが4基に増設されたほか、上部右側に「1/48メガサイズモデル 量産型ザク」の120ミリ ザク・マシンガン、左側にキット純正の3連装ミサイルランチャー2基を接続している。携帯武装として、刃を2枚重ねた連装式デッドエンドGヒートホークと、メガサイズザクに付属するパーツセパレータを刃に使用した通称「ガンプラアックス」の2種類を用意。両脚には、脛に「HGUC ドム・トローペン」、足首に「HGUC ジ・O」のパーツが流用され、脚全体のボリュームや全高が大きく増している。
「砲兵（アーティラリー）」の名のとおり、1/144スケール換算で360ミリ口径に相当する巨大ザク・マシンガンを主体とした砲撃戦を得意とし、接近戦ではガンプラアックスの刃を敵機のパーツの隙間に差し込んで解体する戦法を採る。
GPB-96X-ST ジェスタ・ストライカー
同業モデラーであるセイラ・マスオの「たまにはガンダム以外も作ってみてはどうです?」という意見を受け、カワムラ・シュウヤが製作した「HGUC ジェスタ」の改造機。「HGUC ジム・ストライカー」のパーツを組み込んだ格闘戦機というコンセプトで製作され、ほかにも「HGUC フルアーマーガンダム7号機」や、互換性の高い「HGUC スタークジェガン」のパーツも使用されている。
各部の増加装甲は、胸部がガンダム7号機、小手がスターク・ジェガン、そのほかはジム・ストライカーのパーツを使用している。背中には、スターク・ジェガンのバックパックに「HGUC ロト」のガトリングガン1基を組み合わせて装着。主武装のツイン・ビーム・スピアは、柄を延長したうえで後端にもビーム刃を取り付けられるように改造している。
AMS-129 ギラ・ズール（特別隊仕様機）
simonが製作した「HGUC ギラ・ズール」の改造機。プラ材や金属パーツを用いた独特のディティールと濃淡2色のグリーンによるストライプカラーが特徴。各武装は白を基調としたカラーに変更され、ビームマシンガンの予備マガジンは磁石を用いて腰アーマーに懸架する方式に変更している。
GPB-1119CR ギラ・ドーガ クラッシャー
マツダ・リュウが使用する「HGUC ギラ・ドーガ」の改造機。本体自体はノーマルに近いが、両腕に「HGUC ゾック」のクローアームを改造したクラッシャーアームを装着している。その他の武装は、背中に装備された巨大ブレードと、ビーム・ソード・アックス内蔵のビームマシンガン、右腰のニードル3本。ブレードの刀身には使い古された金属製レザーソーを流用しており、ビギニングJのバーニングJソードを上回る切断力を持つ。
GSX-401FW スターゲイザーガンダム・コルレオーネ
アカツキ・コルレオーネに次ぐフィリアの新たな愛機。当初は従来の機体と同じく全身濃紺で塗装される予定だったが、タケルのビギニングJやアリスのニャッガイとの並び立ちを考えた結果、パールホワイトを基調にアクセントとして濃紺を配したカラーリングとなった。接近戦に特化したビギニングJとの連携を考慮し、「HG レジェンドガンダム」のMA-BAR78F ビームライフルを装備した射撃戦主体の機体となっている。接近戦においても、スターゲイザーの純正装備であるヴォワチュール・リュミエールや、ビームライフルとともにレジェンドから流用されたMA-M80S デファイアント改ビームジャベリンで万全を期している。
GPB-X78H-S1 アヴァランチガンダム
セイラ・マスオが、「HG ガンダム Ver.G30th」に「HG ガンダム アヴァランチエクシアダッシュ」のアヴァランチユニットを移植して製作した機体。各部に装備されたバーニアスラスターによって、ホビージャパンのオリジナルガンプラの中でも随一の機動性を発揮する。武装はベースキット純正の装備に加え、GNソードのライフル部を改造した2連装ビームガン、GNロングブレイド・GNショートブレイド・GNビームサーベル2基。
GPB-X80 ビギニングファントム
機体のバトルデータを収集して欲しいという手紙とともに、ホビージャパンに送られてきた漆黒のビギニング。のちにガンプラバトル界全体を揺るがす「ビギニングファントム事変」の中心的存在。対戦機体のデータを丸ごと吸収し自らの戦闘能力に反映するという特殊能力を持ち、経験を積めば積むほど無尽蔵に強くなっていく。このため、生半可な相手では歯が立たないばかりか逆に機体を強くしてしまう結果となる。マスオの調べによれば、機体はネットワーク上に形成された人工知能によって制御されており、生身のビルダーは存在しない。これまでも多くのホビージャパン所属のプロモデラーたちの挑戦を退け、その都度データを吸収していった。同時に、ウイルスを使ってガンプラバトルのマスターサーバ上に巨大なデータ集合体「デス・ラビアンローズ」を作り出そうとするなど不穏な動きを見せる。
GPB-X80JD ビギニングJDファントム
タケルたちと交戦中のビギニングファントムがデス・ラビアンローズの支援で進化した機体。右半身がビギニングJ、左半身がビギニングD、胴体がビギニング30のデータを反映させた形状となっており、武装もそれぞれを発展させたものとなっている。
天凰超機動大将軍（てんおうちょうきどうだいしょうぐん）
対ビギニングファントム軍団用にススキ・マサキが製作した機体。「BB戦士 超機動大将軍」に「真 豪華 龍装 劉備ガンダム」と「HGUC サイコガンダム」の可動機構を導入し、円滑に合体変形を行えるように改造されている。機動鋼人形態（SD体型）の本体と、支援メカである天光鳳凰（シャインフェニックス）が合体することで、本来の姿である天光機動鋼人形態（リアル体型）となる。マサキのこだわりにより、通常は機動鋼人形態を基本に運用されることが多い。ビギニングファントム軍団との戦いでは、相手のデータ改ざん能力を逆用し、本来よりもはるかに巨大な姿で参戦、仲間たちの母艦または本城として活躍する。
GPB-010CB2 スーパーΖΖガンダム
対ビギニングファントム軍団用にマスオが製作した機体。大火力を誇る「HGUC ΖΖガンダム」と「HG ラファエルガンダム」の2機を組み合わせた重砲撃機。機体の特性上機動性は低いものの、マスオの技量によってほかの高機動機体と遜色ない動きを見せる。

### 模型戦士ガンプラビルダーズD

#### 『ガンプラビルダーズD』の登場人物
アスメ・シンゴ
主人公の高校生。やや無気力で、何か熱中できるものを探していたが、ミシマ・サキとの出会いをきっかけにガンプラの世界に足を踏み入れる。初心者ながら天性のセンスを持ち、サキの破天荒さに振り回されながらもビルダーとしての実力を高めていく。
『ビルダーズJ』との共演エピソードでは、タケルと意気投合し、ともにシャウアーと戦う。
ミシマ・サキ
ゴスロリ風の派手なドレスに身を包んだ19歳の女性（おねぇさん）。「かっこいいファッション」の一つとしてガンプラを嗜んでいる。ガンプラバトルのメンバーを探していた途中に偶然シンゴに出会い、彼の師匠として製作やバトルのいろはを教える。シンゴの住むマンションの向かいの部屋に住んでいる。美人だが精神年齢は小学生並みで、トラブルメーカーとしての気質を持つ。バトルでは火力にものを言わせた力押しの戦いを得意とする。髪の地色は茶色だが、現在は金色に染めている。普段は金色のカラーコンタクトレンズを着けているが、バトル時は赤いレンズに着け替える。週に一度は「ノーお化粧デー」と称して、すっぴんを心がけており、その際にはコンタクトレンズではなく眼鏡を着用する。
『ビルダーズD』のムック本上巻に描かれた特別編では彼女がガンプラビルダーになった理由が描かれた。8歳のときに兄・ダイユウの影響でガンプラに興味を持ち始めるが、当時からゴスロリを好んでいたことでクラスで浮き気味なところがあった上、ガンプラのことを同じ女子たちに話しても理解されず、「お兄さんはデザイナーを目指しているのにガンプラ好きなんてセンスないのでは?」の言葉に傷つくが、ダイユウの励ましでガンプラを作り始めるようになった。その際にダイユウは「サキにはアッガイやノーベルが似合いそう」と発言するが、のちに彼女はその2機を製作した。
『ビルダーズJ』との共演エピソードでは、フィリアが「ガンをつけてきた」という理由から彼女と衝突する。
ミシマ・ダイユウ
サキの年の離れた兄で、ライの父親。穏やかで冴えない印象の35歳の中年男性。若い頃は、当時の写真を見たシンゴが驚愕するほどの美青年だった。本業は雑誌デザイナー。ガンプラ直撃世代であり、サキのガンプラ製作の師でもある。サキの頼みでバトルに参加したり、孫弟子にあたるシンゴに製作を指南することもある。所帯を持ってからはガンプラから離れていたが、シンゴたちに感化され本格的に製作を再開する。ジムなどの脇役の量産機やミリタリー色の強い機体を好み、ときに聞き手が呆れるほどの深いうんちくを語る。
『ビルダーズJ』との共演エピソードでは、バトル終了後にシンゴたちと合流する。
ミシマ・ライ
サキの甥で、生意気な印象の10歳の小学生。大のゲーム好きで、普段から携帯ゲーム機を手放さない。当初はガンプラにはあまり興味を示さないが、シンゴたちの姿を見て次第にその面白さに目覚め、自らもガンプラ作りを行うようになる。サキとは、叔母・甥というよりも対等なけんか仲間という間柄である。シンゴのことはガンプラ作りの指導をお願いしたことから「先生」と呼ぶようになる。
『ビルダーズJ』との共演エピソードでは、会場で迷子となっていたところをアリスに助けられる。
『ビルダーズD』のムック本下巻に描かれた特別編では以前に知り合ったゴスロリの少女とガンプラバトルを行い、彼女にガンプラの素晴らしさも伝える成長を見せた。
ババ
バンダイホビー事業部の社員で、シンゴたちにガンプラ早組み対決の挑戦状を送りつけた張本人であり、シンゴがビギニングの追加ランナーを手に入れるきっかけとなった人物。
ゴスロリの少女
本作連載時の特別編に登場。ダイユウの勤め先のクライアントの社長の娘。サキの幼少時代に似た容姿と服装をしている。性格はやや生意気なところがあり、すっぴん状態のサキと会った際にはサキを貶した上、サキ親衛隊さえも味方に付けてサキに勝利した。ガンプラに興味を持っており、特にファンであるガンプラ好きのアイドルが所有している「HGUC Hi-νガンダム」がお気に入り。公園で壊れた「RG フリーダムガンダム」を修理していたライと出会い、彼と親交を深める。その後、父親と出かけた際に「HGUC Hi-νガンダム GPBカラー」を購入する。
『ビルダーズD』のムック本下巻に描かれた特別編ではライとガンプラバトルを行い、ガンプラの魅力を改めて知る。
ダイユウのクライアント
本作連載時の特別編に登場。ダイユウの勤め先のクライアントの社長。ダイユウとの接待バトルでRX-78を使用し、ご機嫌取りのため大幅に手を抜いたダイユウのザクIIを撃破する。娘が憧れているアイドルが所有するガンプラを娘にプレゼントしようとするが、自身はアイドルに疎いために、ダイユウにそのガンプラを探して欲しいと頼む。後日、娘と一緒に出かけ、娘自身が「HGUC Hi-νガンダム」を購入した。なお、サキは「HG GNアーマーTYPE-D」、ダイユウは「HG ジェノアス」、シンゴは「HG ビギニングDガンダム」を選ぼうとしていた。
サキ親衛隊
サキを崇める本人未承認のファンクラブ。サキと親しいシンゴを目の敵にしている。サキの提案でチームSAKIとの課題付きバトルを行い、エース格である3人のビルダー「グフ3兄弟」をぶつけてくる。
用心棒モデラー集団
『ビルダーズD』のムック本下巻に描かれた特別編に登場。ゴスロリの少女の父親が娘のために雇ったモデラーたち。ライに集中攻撃を仕掛け、十分に弱めた後、少女にとどめを刺させようとする。満身創痍ながらも諦めずに底力を見せたライが少女に反撃したことで、ライに再び攻撃を行おうとするが、ライに感化された少女の命令で2人の戦いへの介入を禁じられた。

#### 『ガンプラビルダーズD』に登場するガンプラ
GPB-X80 ビギニングガンダム カラーD
アスメ・シンゴが初めて完成させたガンプラ。青い塗装部分がガンダムMk-II（エゥーゴカラー）に似た濃紺に変更されているのが特徴。
GPB-X80D ビギニングDガンダム
バンダイホビー事業部のババから匿名で送られたランナーパーツを、ビギニング カラーDに組み込んだ姿。機体名および型式番号の「D」は「電撃」を意味し、完成した瞬間に天候が荒れ、雷鳴が轟いたことに由来する。各部の三角形状パーツが四角形状に変更されているのが特徴で、肩や腰、膝にはコの字型のifsユニットが組み込まれている。ビギニングの高い基本性能はそのままに、装備の追加・換装によって能力を強化する拡張性の高い機体となっている。
専用武装は、isfユニット内蔵の大型ビームライフル「ハイパーDライフル」と、同じくifsユニット内蔵の高出力ビームサーベル「ハイパーDサーベル」2基。これらの武装は、最大出力時に稲妻状のビームを発生させる。のちにHGキットとして一般発売される。
GPB-X80D ビギニングDガンダム（ドラグーン仕様）
背部に「HG プロヴィデンスガンダム」などから移植したドラグーン計7基を装備した姿。
GPB-X80D ビギニングDガンダム（ハイパーロングライフル&ドラグーン・シールド装備）
右腕に「HG バクゥ」のレールガンと「1/100 プロヴィデンスガンダム」の腰パーツなどを組み合わせた「ハイパーロングライフル」、左腕にドラグーン仕様のパーツをシールドとして組み直した「ドラグーン・シールド」を装備した姿。
GPB-X80DJ ビギニングDJガンダム
市販版ビギニングJのバーニングJソードを装備した機体。バーニングJソードをハイパーDライフルの銃口に差し込んで発射する「ライトニングDJソード」を必殺技とする。
GPB-X80D ビギニングDガンダム タイタス
ミシマ・ライが、市販版ビギニングDのキットに「HG ガンダムAGE-1 タイタス」のタイタスウェアを組み込み完成させた格闘機。
GPB-X80D ビギニングDガンダム“ラクタパクシャ”
ミシマ・サキが、シンゴからくすねた市販版ビギニングDのキットに『ガンダムSEED』や『ガンダム00』のHGキットのパーツを組み合わせて製作した機体。カラーリングはサキのパーソナルカラーである深紅に染められている。背中に「HG ガンダムハルート」のバックパック、腰背部に「HG ガンダムデュナメス」のGNバーニア、両腕に「HG ガンダムキュリオス」の脚が移植されており、これらのパーツを展開した航空機形態に変形する。チームSAKI同士の機体交換バトルロイヤルではシンゴが使用。
GPB-X80D ビギニングDガンダム“クアンタ”
「HG ダブルオークアンタ」のGNソードVに、GNシールドとGNソードビット6基を装備した姿。
GPB-X80D ビギニングDガンダム（迷彩カラー）
ライトニングホビー店長製作のアッグと戦うためにシンゴが製作した機体。RX-78 ガンダムのリアルタイプカラーに似せた灰白色と濃緑の迷彩塗装と、ドライブラシやウォッシングによるウェザリングを施し実機の雰囲気を出している。
GPB-X80D ビギニングDガンダム“ストレチア”
グフ3兄弟とのバトルでシンゴが使用する機体。バトル前にサキが提示した「変形」をテーマに、彼女が製作した“ラクタパクシャ”に着想を得て製作された。四肢は「HG ガンダムAGE-2ダブルバレット」のパーツに交換され、「1/100 プロヴィデンスガンダム」のドラグーン4基を組み合わせたバックパックを背負う。飛行形態への変形は、元のキットの可動部分を活かす形で行われる。
GPB-X80D パーフェクトビギニングDガンダム
オールジャパンガンプラバトルにおいて、サキの挑戦を受けたシンゴが製作した機体。自分にガンプラの楽しさを教えてくれたサキや、これまで戦ってきたライバルたちへの感謝を込めたシンゴの集大成的な作品である。背中と腰に「RG フリーダムガンダム」のウイングとレールガンを移植し、両腕に「HGUC ギャプランTR-5［フライルー］」と「HGUC パラス・アテネ」のパーツを組み合わせた大型キャノンを装備し、各部の装甲には様々な機体のパーツを組み合わせている。
GPB-X80D ビギニングDガンダム ライトバースト
シンゴから譲り受けたビギニングDガンダムをライが改造した機体。フェイス部分は「HG M1アストレイ」のフェイスに変更。バックパックは「HG 1ガンダムのバックパックと腕部を組み合わせたものを使用。GNドライヴ部には「ビルダーズパーツHD 1/144 MSスパイク01」を組み込んだ。リアアーマーは「HG 1ガンダム」の踵と「ビルダーズパーツHD 1/144 MSスパイク」のバーニアを組み合わせて製作。背部には「HG ガンダムサバーニャ」と「HG ガンダムキュリオス」と「HG ガンダムAGE-1 ノーマル」の銃を「HG 1ガンダム」の腕パーツで固定し、その上面に「ビルダーズパーツHD 1/144 MSスパイク01」にはめ込んでいる。シールドは通常のシールドを2個組み合わせて製作。サーベルはハイパーDサーベルと通常のサーベルを組み合わせた武器「デュアルDサーベル」。ビームライフルは通常のビームライフルの基部を2個と「HG ジンクス」のロングバレルを組み合わせて製作した「ライトニングライフル」でスコープ状のセンサーは「ビルダーズパーツHD 1/144 MSバーニア01」と「ビルダーズパーツHD 1/144 MSサイトレンズ01」を組み合わせている。
RX-0 ユニコーンガンダム（デストロイモード）GPB-Dカラー
「HGUC ユニコーンガンダム（デストロイモード）」の塗装変更作品で、対・白い彗星用にシンゴが完成させたガンプラ。νガンダムに似た白黒のカラーリングと、メタリックブルーに塗られたサイコフレームが特徴。チームSAKI同士の機体交換バトルロイヤルではサキが使用。
GPB-X78-30 フォーエバーガンダム GPB-Dカラー
ミシマ・サキが使用するガンプラ。『プラモ狂四郎』に登場するレッドウォーリアに似た赤系のカラーリングが特徴。劇中では改造後のMk-IIやフル・ウェポンとして登場するが、改造前の状態で登場するのは「3分で組んだ」というこのガンプラを使ってテンコ盛りガンプラの説明をしているシーンのみ。
GPB-X78-30-2 フォーエバーガンダムMk-II
「HGUC フルアーマーガンダム7号機」の肩アーマーや武装を移植し、「HGUC アドバンスドヘイズル」や「バイザックTR-2[ビグウィグ]」等のパーツを組み込んだ重装備仕様。
GPB-X78-30 フォーエバーガンダム（フル・ウェポン仕様）
「HG ガンダムデュナメス」や「HGUC シナンジュ」、「HG ガンダムヘビーアームズカスタム」など、サキが思いつく限りのパーツを組み込んだ火力最特化型仕様。絶大な火力を誇るが、機体の重量バランスをまったく考えていないため機動性は劣悪である。
MSN-06S シナンジュ GPB-Dカラー
「白い彗星」の異名を持つ、謎の凄腕ビルダーが使用する機体。ホワイトパールの美しいカラーリングが特徴で、各部のエングレービング塗装もオリジナルの金から銀に変更されている。各地のバトルに無敗で勝ち続け、百人斬りを達成。この連勝記録を止めるべく、シンゴとサキもライトニングホビーでバトルを挑むが、返り討ちにされる。
シロクマテナッガイ
サキがシンゴの塗装の練習を兼ねて共同製作した、ベアッガイの改造機。4層に吹き重ねられた白と青の美しいパールメタリック塗装が特徴。「MG ゴッグ」のアイアンネイルを両腕ごと移植しており、格闘能力が大きく高められている。同じベアッガイのキットを3個用いて両腕を延長させている。両手と両脚裏に肉球状のパーツ、胴体にサキの衣装に似せたボンデージ風のリボンとワイヤーがあしらわれている。チームSAKI同士の機体交換バトルロイヤルではダイユウが使用。
ORX-005 ギャプランTR-5［フライルー］GPB-Dカラー
ビギニングDの改造パーツとともに送られてきた「HGUC ギャプランTR-5［フライルー］」のキットをベースに、ダイユウがモノトーンのオリジナルカラーを施した機体。各部エッジのシャープ化や丁寧な表面処理に加え、雑誌デザイナーであるダイユウが作成したオリジナルデカールが各所に貼られている。
TMF/A-802W2 ケルベロスバクゥハウンド GPB-Dカラー
ババがシンゴとサキとのバトル用に製作した、「HG ケルベロスバクゥハウンド」の改造機。「HG ストライクノワール」のノワールストライカーと「HG ストライクルージュ+I.W.S.P.」のレールガンを組み合わせた高機動パックを背負い、中央頭部にはヒートホーク状のブレードエッジ、尻には「HGUC ハイゴッグ」のアームユニットなどを流用した長大なテールビームキャノンを装備する。
RGM-79 キングジム
本格的にガンプラ製作に復帰したダイユウが完成させた機体。HGUCの「ジム・ストライカー、ジム・キャノンII、ジムIII」の3種のジム系キットを組み合わせたミキシングビルド作品。これらの3種は一部のパーツの形状や規格が共通であるため、最小限の改造でパーツを流用することができる。
頭部と胴体はジム・ストライカー、バックパックはジム・キャノンII、両腕はジム・キャノンIIをベースにジムIIIの肩、両脚はジム・キャノンIIのパーツをそれぞれ使用。武装はジム・ストライカーのツイン・ビーム・スピアとシールド、バックパックの2連装ビーム・キャノン、両肩・両腰にはジムIIIのミサイルランチャーを装備する。チームSAKI同士の機体交換バトルロイヤルではライが使用。
FA-010S フルアーマーΖΖガンダム（ミシマ・サキVer.）
サキが初めて完成させたガンプラである「MG フルアーマーΖΖガンダム」。この当時からサキのパーソナルカラーである赤で塗装されている。
RX-79[G] 陸戦型ガンダム
大学時代のダイユウが完成させた「MG 陸戦型ガンダム」。砂漠迷彩カラーとなっている。
ZGMF-X10A フリーダムガンダム
ライがシンゴの指導を受けて完成させた最初のガンプラ。「RG フリーダムガンダム」をほぼ無改造で組み立てている。ライは学校の友だちが自慢している最新ガンプラにも見向かず、壊れたら自分で修復しようとするほどこの機体に強い愛着を持っている。
GF13-050NSW ノーベルガンダム GPB-Dカラー “CARDINAL”
ライトニングホビーにモビルファイター用のFポッドが配備されたことを知ったサキが製作した機体。「HGFC ノーベルガンダム バーサーカーモード」に「HG イージスガンダム」のサイドバインダーを移植して機動性を高め、腕パーツと膝パーツを増加装甲とし、「HG ジンクスIII」と「HG ガデッサ」のパーツを用いたランス付アームユニットを装備して格闘能力を向上させている。各追加パーツはネオジム磁石を用いて装備している。
バトル時、サキは原典のノーベルガンダムの搭乗者であるアレンビー・ビアズリーと同デザインのファイティングスーツを着用するが、サキのパーソナルカラーである赤を基調としている（バーサーカーモードで変色した際の赤とは別物）。また、サキのファイティングスーツ姿はダイユウが撮影した写真や『ビルダーズD』のムック本下巻にも収録された特別編にも描かれている。
AMS-119 ヤクト・ギラ・ドーガ
「HGUC ギラ・ドーガ」に「HGUC ヤクト・ドーガ」のパーツを組み合わせた機体。ギラ・ドーガのサイコミュ試験機という設定で、両肩のファンネルによるオールレンジ攻撃を得意とする。
EMS-05 アッグ
ライトニングホビー店長が製作した「1/144 アッグ」。30年以上前の商品だが店長の丁寧な工作とリアルな迷彩塗装によって現行のキットと遜色のない完成度を持つ。
グフイグナイテッドB3000
対チームSAKI戦におけるグフ3兄弟のリーダー機。シンゴとのバトル時にサキが提示した条件に則り、3兄弟ではこの機体にのみ変形合体機構が組み込まれている。「HG グフイグナイテッド（量産型）」の背部に、「HG ザクウォーリア」の上半身と「HG エールストライクガンダム」のエールストライカー下部のバーニアスラスターを組み合わせたバックパックを装着している。実はこのバックパックこそが本体であり、グフ部分を倒して油断した相手の背後を、MSに変形した本体で襲う卑怯な戦法を得意とする。
スーパーグフカスタムB3000
グフ3兄弟の本来のリーダー機。「HG グフカスタム」に、「HG スーパーカスタムザクF2000」の増加装甲と武装を移植している。ビルダーは搭乗すると凶暴化する性質があり、シンゴとの戦いに水を差したグフイグナイテッドB3000のビルダーに怒り、彼の機体を撃墜する。
グフ・キャノン
グフ3兄弟の後方支援機。「HGUC グフ」に「HGUC 量産型ゲルググ / ゲルググキャノン」のキャノン用ランドセルと前腕用武装を移植している。
AGE-1 ガンダムAGE-1 ノーマル
ライのクラスメートが所持している「MEGA SIZE MODEL ガンダムAGE-1 ノーマル」。
フォーエバーガンダムMk-III“レッドラナンキュラ”
オールジャパンガンプラバトルでのシンゴとの決戦用にサキが製作した機体。「HGUC デルタガンダム」をベースに、背部ウイングバインダーにフォーエバーガンダムのファンネル4基、携行武装としてキットのビームライフルとシールドを組み合わせた攻防一体のシールドビームキャノンを装備する。高機動型のデルタガンダムにサキの信条である大火力を付与した、彼女の最高傑作である。カラーリングも彼女のパーソナルカラーである真紅となっている。「レッドラナンキュラ」は「情熱」の花言葉を持つバラが由来となっている。なお、この花には「熱烈な恋」というもう一つの意味があり、サキのシンゴに対する心情の表れでもある。
MSM-04G ジュアッグ GPB-Dカラー
オールジャパンガンプラバトル用にライが製作した「HGUC ジュアッグ」の改造機。ライの好きなフリーダムガンダムと同じ青と黒のオリジナルカラーが特徴。当初はカラーリングのみの変更だったが、のちに右腕を「HGUC アッガイ」のものに変更し、左腕の3連装ロケット・ランチャーは余った右腕のランチャーを組み合わせた6連装型に改造される。
ZGMF-X90 ジャスティスガンダム“ダークネス”
ゴスロリの少女が製作した「RG ジャスティスガンダム」に彼女の父親が「勝利のため」に勝手に付け加えた増加装甲を施した機体。頭部装甲は「HG フォビドゥンガンダム」の高速強襲形態時の頭部に「HGUC シナンジュ」の角を組み合わせたものを使用し、胸部装甲は「MG Ζプラス」胸部パーツを流用、背中と脚部の装甲に「HG ガンダムヴァーチェ」のパーツを使用。「HG フォビドゥンガンダム」のシールドのクロー部分や重刎首鎌ニーズヘグの柄の部分をプラ板で延長している。それらの増加装甲は取り外すことで通常のジャスティスに戻すことができる。